# Pseudochirella vervoorti
Pseudochirella vervoorti är en kräftdjursart som beskrevs av Tanaka och Omori 1969. Pseudochirella vervoorti ingår i släktet Pseudochirella och familjen Aetideidae. Inga underarter finns listade i Catalogue of Life.